# Vorbach
Vorbach è un comune tedesco di 1 057 abitanti, situato nel land della Baviera.